# 筆刨
筆刨（英語：或），铅笔刀。是將鉛筆削尖的工具。筆刨有分電動和手動的。手動的鉛筆刨中，又分有手搖和沒有的。
在筆刨發明前，人們都是用小刀來刨筆。筆刨內通常有約2.5厘米的刀片。用者將鉛筆頭插入筆刨的孔內，轉動鉛筆或筆刨。若是手搖筆刨，則轉動手柄即可，這樣的設計可令刨筆的過程更快。有些筆刨是封閉的，鉛筆碎不易四散，手搖筆刨下方更有器皿裝着筆碎，除此之外，一些手搖或電動式的削鉛筆機，附有可以調整刀片間距的機構，因此可以利用間距的設定而削出尖銳度不同的筆尖，以配合不同的用筆需要。

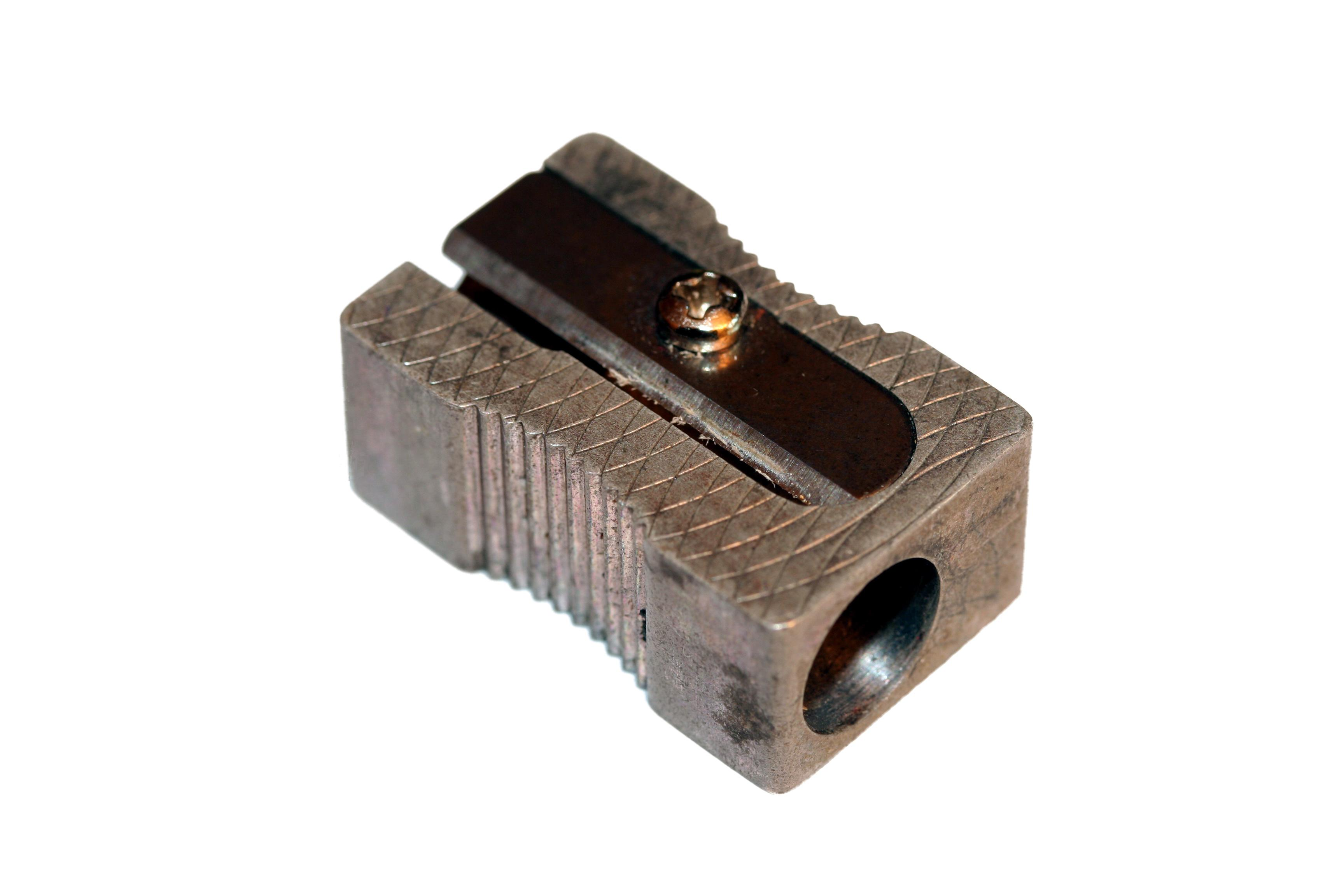
筆刨
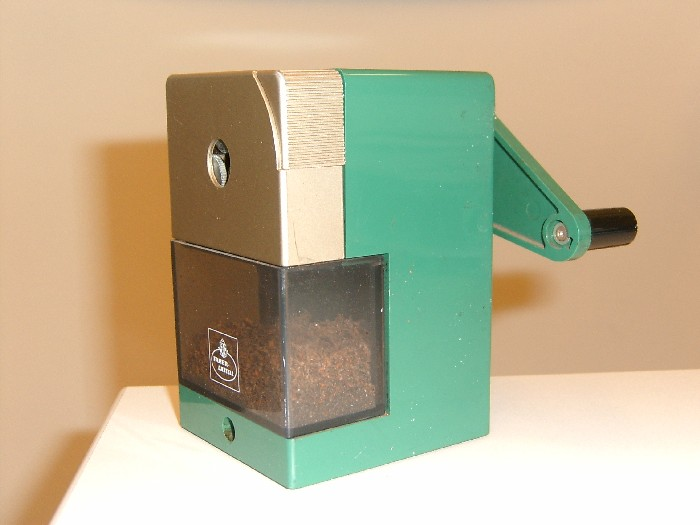
有手柄的削鉛筆機
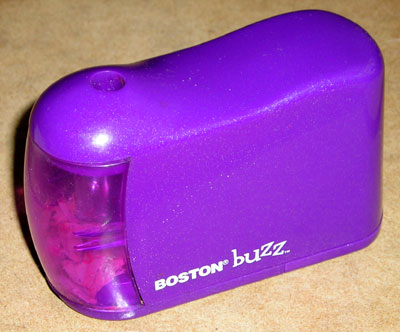
裝電池的電動削鉛筆機